# Yuan de Controle
O Yuan de Controle é o ramo de supervisão e auditoria do governo da República da China (Taiwan).  Antes das reformas constitucionais na década de 1990, o Yuan de Controle, juntamente com a Assembleia Nacional (colégio eleitoral) e o Yuan Legislativo (câmara baixa) formaram o parlamento nacional tricameral. Funcionava de forma semelhante a uma câmara alta de uma legislatura bicameral, embora formasse seu próprio ramo separado e fosse eleito indiretamente por legislaturas provinciais ou municipais com 178 assentos. 
Concebido como um híbrido de auditor e ombudsman pela lei taiwanesa, o Yuan de Controle detém os seguintes poderes: 
- Impeachment: O Yuan de Controle tem o poder de destituir funcionários do governo. Casos de impeachment com sucesso vão para o Tribunal Disciplinar do Yuan Judicial para julgamento. [4] O impeachment do Presidente e do Vice-Presidente da República segue um procedimento diferente e não passa pelo Yuan de Controle.
- Censura: O Yuan de Controle também tem o poder de censurar um funcionário do governo. A censura é enviada ao oficial superior do funcionário. [5]
- Auditoria: O Yuan Executivo (gabinete) apresenta o orçamento anual ao Yuan de Controle todos os anos para auditoria.
- Medidas Corretivas: O Yuan de Controle, após investigar o trabalho e as instalações do Yuan Executivo e seus órgãos subordinados, pode propor medidas corretivas ao Yuan Executivo ou seus órgãos subordinados para melhoria após essas medidas serem examinadas e aprovadas pelos comitês relevantes.

O Yuan de Controle consiste em um conselho com 29 membros, incluindo um presidente e um vice-presidente e o Escritório Nacional de Auditoria. Todos os 29 membros e o auditor-geral são nomeados pelo Presidente da República e aprovados pelo Yuan Legislativo para mandatos de 6 anos. O titular 6º Yuan de Controle foi nomeado pela presidente Tsai Ing-wen em 22 de junho de 2020  e posteriormente confirmado pelo Yuan Legislativo em 17 de julho de 2020.  Membros empossados em 1º de agosto de 2020 e seus mandatos expiram em 31 de julho de 2026.

## Estrutura

### Composição de membros
O Yuan de Controle consiste em um conselho com 29 membros, incluindo um presidente e um vice-presidente e o Escritório Nacional de Auditoria. Todos os 29 membros e o auditor-geral são nomeados pelo Presidente da República e aprovados pelo Yuan Legislativo para mandatos de 6 anos. O titular 6º Yuan de Controle foi nomeado pela presidente Tsai Ing-wen em 22 de junho de 2020  e posteriormente confirmado pelo Yuan Legislativo em 17 de julho de 2020.  Membros empossados em 1º de agosto de 2020 e seus mandatos expiram em 31 de julho de 2026.
| Presidente                                       | Vice presidente          |
| ------------------------------------------------ | ------------------------ |
| Chen Chu                                         | Posto Vazio              |
| Membros                                          |                          |
| Membros da Comissão Nacional de Direitos Humanos | Outros membros           |
| 9 membros                                        | 17 membros, 1 lugar vago |

## História

### Teoria constitucional
O conceito do Yuan Controle foi introduzido pelos Três Princípios do Povo de Sun Yat-sen. A teoria propunha uma separação de poderes em cinco ramos (五院;). Sun Yat-sen demonstrou o benefício de separar o poder de supervisão e auditoria da legislatura pela designação dos órgãos estatais da China Imperial. Ele cita a longa tradição de supervisão usada em dinastias passadas, desde o Censor (御史) estabelecido pelas dinastias Qin (秦) e Han (漢) para os escritórios tái (臺) e jiàn (諫) estabelecidos sob as dinastias Sui (隋) e Tang (唐)  (tai foram selecionados para supervisionar funcionários civis e militares, enquanto jian foram selecionados para aconselhar o imperador em questões de supervisão) para o Conselho de Censores Públicos (都察院) selecionado sob as dinastias Ming (明) e Qing (清). A maioria desses escritórios também operava filiais locais e provinciais para supervisionar os governos locais. Sob a dinastia Qing, o Conselho de Censores Públicos consistia de quarenta ou cinquenta membros e dois presidentes, um de ascendência manchu e outro de ascendência chinesa.   Eles foram, em teoria, autorizados a enviar um censor para participar das reuniões de todos os conselhos do governo. Os poderes do Conselho foram minimizados pelo tempo de fluxo político que antecedeu o fim do Império.